# Chiến dịch tấn công Nikopol–Krivoi Rog
Chiến dịch tấn công Nikopol–Krivoi Rog là một trong ba trận hợp vây lớn trong Chiến dịch tấn công hữu ngạn Dniepr thuộc Chiến tranh Xô-Đức, kéo dài từ ngày 30 tháng 1 đến 29 tháng 2 năm 1944. Phần lớn các hoạt động quân sự của chiến dịch diễn ra trong bùn lầy và mưa tuyết ở những vùng đất trũng hạ lưu sông Dniepr. Trước ưu thế áp đảo của 2 Phương diện quân Ukraina 3 và 4 (Liên Xô) đã tiến công liên tục trong 1 tháng, Tập đoàn quân 6 (Đức) và Tập đoàn quân Romania 3 đã thất bại nặng nề. Kết thúc chiến dịch, Hồng quân Liên Xô đã đánh tan 12 sư đoàn Đức và 3 sư đoàn Romania tại "chỗ lồi" Nikopol-Krivol Rog, giải phóng hai thành phố này. Trong đó, thành phố cảng Nikolayev có vị trí chiến lược về giao thông đường thủy và thành phố Krivoy Rog, trung tâm công nghiệp lớn nhất ở hạ lưu sông Dniepr và là thành phố công nghiệp cuối cùng ở Ukraina còn bị quân đội Đức Quốc xã chiếm đóng cho đến thời điểm đó. Chính diện mặt trận của các phương diện quân Ukraina 3 và 4 cũng được thu hẹp lại một nửa. Phương diện quân Ukraina 4 thanh toán được bàn đạp cuối cùng của Quân đội Đức Quốc xã ở tả ngạn hạ lưu sông Dniepr tại khu vực Blagoveshensk (Blahovishchenka) - Verkhne Rogachik (Verkhnii Rohachyk) - Bolshoy Lepetikha (Velyka Lepetykha), loại bỏ hoàn toàn mối đe dọa từ phía Bắc và chủ lực phương diện quân; đồng thời, làm phá sản ý đồ giải vây cho Tập đoàn quân 17 (Đức) đang bị cô lập tại Krym; cũng như buộc Bộ chỉ huy Cụm tập đoàn quân Nam (Đức) phải từ bỏ ý định khôi phục lại tình hình ở Hữu ngạn Ukraina, dù chỉ ở mức độ như mùa hè năm 1943. Quân đội Đức Quốc xã và đồng minh România của họ bị tổn thất nặng với 40.000 thương vong và 4.600 người bị bắt.

## Tình huống mặt trận
Nikopol-Krivoi Rog, một khu vực có trữ lượng mangan dồi dào, là một vùng công nghiệp quan trọng của Liên Xô và cũng có tầm quan trọng tương tự đối với bộ máy chiến tranh của nước Đức Quốc xã. Bản thân Hitler đã đánh giá nếu mất khu vực này thì đồng nghĩa với chiến tranh kết thúc. Đến thời điểm đầu năm 1944, đây là một trong những vùng đất duy nhất nằm ở tả ngạn Dniepr mà quân đội Đức Quốc xã còn nắm giữ nên họ vẫn nuôi hy vọng tiếp tục sử dụng khu vực này để mở một cuộc phản công nhằm khôi phục một hành lang tiếp tế với Tập đoàn quân số 17 hiện đang bị "giam" ở bán đảo Krym. Việc chống giữ được bàn đạp Nikopol-Krivoi Rog cũng sẽ có tác dụng ngăn chặn quân đội Liên Xô sử dụng khu vực này để tấn công quân cảng Odessa, đầu mối tiếp tế cực kỳ quan trọng cho Tập đoàn quân 17 ở Krym, và xa hơn nữa tiến ra biên giới România, đánh vào Balkan, tấn công vào vựa dầu hỏa lớn mà nước Đức Quốc xã đang khai thác tại Ploieşti, România.
Chính vì tầm quan trọng chiến lược của khu vực này, sau khi thu hồi phần lớn vùng Donbas, Quân đội Liên Xô đã thực hiện nhiều nỗ lực tấn công nhằm chiếm lại Nikopol-Krivoi Rog. Tuy nhiên, những nỗ lực của họ từ tháng 12 năm 1943 đến tháng 1 năm 1944 đã vấp phải sự kháng cự quyết liệt của Quân đội Đức Quốc xã nên các cuộc tấn công này không thu được những kết quả đáng kể. Tập đoàn quân 6 (Đức) và quân Romania đã tổ chức tốt các trận địa phòng ngự trên khu vực bàn đạp Blagoveshensk - Verkhne Rogachik - Bolshoy Lepetikha, biến nơi này thành cụm cứ điểm mạnh gồm các chốt phòng ngự liên hoàn, có hệ thống công sự vững chắc, có hỏa lực liên kết chặt chẽ yểm hộ lẫn nhau. Đến giữa tháng 1 tăm 1944, Đại bản doanh Bộ Tổng tư lệnh tối cao Liên Xô phải chấp thuận dừng tấn công tại khu vực này đồng thời lệnh cho các tướng F. I. Tolbukhin dưới sự chỉ đạo của Nguyên soái A. M. Vasilevsky xây dựng một kế hoạch tấn công mới. Nhận thấy Phương diện quân Ukraina 4 phải tác chiến phân tán trên hai hướng đối lập nhau: hướng Bắc gồm 3 tập đoàn quân và Quân đoàn cơ giới cận vệ 2 đối diện với Tập đoàn quân 6 (Đức) trên khu vực bàn đạp Nikopol, hướng Nam gồm 2 tập đoàn quân án ngữ eo đất Perekop, đầm lầy Sivat và khu vực phía Bắc Dzhankoi, đối diện với Tập đoàn quân 17 (Đức) ở Krym, Nguyên soái A. M. Vasilevsky đề nghị Đại bản doanh điều cánh Nam của Phương diện quân Ukraina 3 tham gia chiến dịch, đồng thời, bổ sung trang bị, quân số cho Phương diện quân Ukraina 4. Ban đầu, I. V. Stalin phản đối ý tưởng này. Theo ông, Phương diện quân Ukraina 4 có đủ quân và trang bị. Vấn đề là phải tổ chức tác chiến tốt hơn. Khi A. M. Vasilevsky kiên trì quan điểm của mình, có lúc I. V. Stalin đã vứt ống nghe xuống bàn, không thèm nói chuyện. Chỉ sau khi Cục tác chiến - Bộ Tổng tham mưu quân đội Liên Xô trình lên những luận cứ bảo vệ quan điểm của A. M. Vasilevsky, I. V. Stalin mới đồng ý với kế hoạch tấn công và hứa sẽ tăng viện cho các Phương diện quân Ukraina 3 và 4.
Chiến dịch tấn công Nikopol–Krivoi Rog diễn ra trong mùa đông lầy lội ở miền Nam Ukraina. Việc tập kết quân số, pháo binh, đạn dược, nhiên liệu hầu hết đều phải dùng sức người và súc vật kéo. Riêng xe tăng và các phương tiện nặng phải dùng đến xe xích trợ lực hoặc đấu 2-3 xe tăng dắt nhau vượt lầy. Việc chuẩn bị kéo dài đã làm cho thời điểm bắt đầu chiến dịch bị chậm lại. Trong khi đó quân Đức và đồng minh Romania của họ tiếp tục củng cố hệ thống phòng thủ tại bàn đạp Blagoveshensk - Verkhne Rogachik - Bolshoy Lepetikha, các thành phố Krivoy Rog và Nikopol.

## Binh lực và kế hoạch tác chiến

### Quân đội Liên Xô
Tham gia chiến dịch tấn công Nikopol-Krivoi Rog là các lực lượng thuộc Phương diện quân Ukraina 3 của R. Ya. Malinovsky và Phương diện quân Ukraina 4 của N. F. Tolbukhin:
- Phương diện quân Ukraina 3 (tư lệnh: Đại tướng R. Ya. Malinovsky)
  - Tập đoàn quân 37 của trung tướng M. N. Sharohin, được chuyển từ Phương diện quân Ukraina 2 sang; biên chế gồm Quân đoàn bộ binh cận vệ 27; các quân đoàn bộ binh 57, 82; Lữ đoàn pháo tự hành 61, 5 trung đoàn pháo xe kéo, 2 trung đoàn súng cối, 1 trung đoàn Katyusha.
  - Tập đoàn quân 46 của trung tướng V. V. Glagolev; biên chế gồm Quân đoàn bộ binh cận vệ 4, Quân đoàn bộ binh 31, các trung đoàn pháo tự hành 52 và 187, 8 trung đoàn pháo xe kéo, 2 trung đoàn súng cối.
  - Tập đoàn quân cận vệ 8 của thượng tướng V. I. Chuikov; biên chế gồm các quân đoàn bộ binh cận vệ 4, 28, 29; Lữ đoàn xe tăng 11, Trung đoàn pháo tự hành cận vệ 10; Trung đoàn pháo chống tăng tự hành 991; trung đoàn cơ giới 53; 6 trung đoàn pháo xe kéo, 4 trung đoàn súng cối, 2 trung đoàn Katyusha.
  - Tập đoàn quân 6 của trung tướng I. T. Shlemin; biên chế gồm các quân đoàn bộ binh cận vệ 34, 66; 5 trung đoàn pháo xe kéo, 2 trung đoàn súng cối.
  - Tập đoàn quân xung kích 5 của trung tướng V. D. Tsvetayev (điều động từ Phương diện quân Ukraina 4 đến từ ngày 10 tháng 2), biên chế gồm Quân đoàn bộ binh cận vệ 3, Quân đoàn bộ binh 63, Lữ đoàn xe tăng 238, Trung đoàn pháo tự hành cận vệ 14, trung đoàn cơ giới 28, 5 trung đoàn pháo xe kéo, 4 trung đoàn súng cối.
  - Quân đoàn cơ giới cận vệ 4 của thiếu tướng T. I. Tanaschishin (phối thuộc Tập đoàn quân 46)
  - Tập đoàn quân không quân 17 của trung tướng không quân V. A. Sudets; biên chế gồm 2 sư đoàn tiêm kích, 1 sư đoàn cường kích, 2 sư đoàn ném bom ban ngày, 1 sư đoàn ném bom ban đêm, 1 sư đoàn vận tải, 2 trung đoàn trinh sát và cứu hộ, 3 trung đoàn pháo phòng không.
  - Tập đoàn quân cận vệ 3 của trung tướng D. D. Lelyushenko (điều động từ Phương diện quân Ukraina 4 đến từ ngày 10 tháng 2), biên chế gồm Quân đoàn bộ binh cận vệ 21, Quân đoàn bộ binh 120, Sư đoàn bộ binh độc lập 58, 3 trung đoàn pháo xe kéo, 1 trung đoàn súng cối.
- Cánh Bắc của Phương diện quân Ukraina 4 (tư lệnh: Đại tướng F. I. Tolbukhin)
  - Tập đoàn quân cận vệ 3 của trung tướng D. D. Lelyushenko, (từ ngày 10 tháng 2 chuyển thuộc Phương diện quân Ukraina 3)
  - Tập đoàn quân xung kích 5 của thiếu tướng V. D. Tsvetayev, (từ ngày 10 tháng 2 chuyển thuộc Phương diện quân Ukraina 3)
  - Tập đoàn quân 28 của trung tướng A. A. Grechkin; biên chế gồm Quân đoàn bộ binh cận vệ 3, Quân đoàn bộ binh cận vệ 48, 4 trung đoàn pháo xe kéo, 1 trung đoàn súng cối.
  - Quân đoàn cơ giới cận vệ 2 của thiếu tướng K. B. Sviridov.
  - Quân đoàn kỵ binh cận vệ 4 của trung tướng I. A. Pliev
  - Tập đoàn quân không quân 8 của trung tướng không quân T. T. Khryukin; biên chế gồm 1 sư đoàn tiêm kích, 2 sư đoàn cường kích, 1 sư đoàn ném bom ban ngày, 1 sư đoàn ném bom ban đêm, 1 sư đoàn vận tải, 1 trung đoàn trinh sát - cứu hộ, 6 trung đoàn phòng không.

Binh lực tổng cộng: 705.000 người, 390 xe tăng và pháo tự hành, 8.048 đại bác và súng cối, 1.340 máy bay (kể cả loại U-2 và P-5).
Theo kế hoạch được phê chuẩn tại Chỉ lệnh số 350022 ngày 18 tháng 1 của Đại bản doanh Bộ Tổng tư lệnh quân đội Liên Xô, từ phía Bắc, Phương diện quân Ukraina 3 sẽ mở một cuộc tấn công mạnh theo hướng Apostolovo bằng đòn đột kích bọc hậu của Tập đoàn quân cận vệ 8, Tập đoàn quân 46 và Quân đoàn cơ giới cận vệ số 4. Sau khi đột phá được đến tuyến Apostolovo-Kamyenka, Phương diện quân Ukraina 3 sẽ hợp lực với Phương diện quân Ukraina 4 nhằm bao vây và thanh toán số quân Đức tại thành phố Nikopol và khu vực bàn đạp lân cận. Đồng thời, hai mũi tấn công chính diện cũng được tổ chức bởi Tập đoàn quân 37 tại Krivoi Rog và của Tập đoàn quân 6 tại Nikopol. Ở phía Nam, Tập đoàn quân cận vệ 3, Tập đoàn quân xung kích 5 và Tập đoàn quân 28 của Phương diện quân Ukraina 4 chịu trách nhiệm thanh toán bàn đạp Blagoveshensk - Verkhne Rogachik - Bolshoy Lepetikha của Tập đoàn quân 6 (Đức). Theo kế hoạch, cả hai Phương diện quân sẽ cùng lúc tấn công nhằm ngăn không cho Đức kịp thời điều động các lực lượng phòng thủ cũng như phải đối phó cùng lúc với nhiều hướng tấn công của Quân đội Liên Xô. Trong quá trình chiến dịch, Đại bản doanh đã điều động 3 tập đoàn quân của Phương diện quân Ukraina 4 sang Phương diện quân Ukraina 3. Từ ngày 10 tháng 2, Phương diện quân Ukraina 4 tập trung binh lực chuẩn bị mở chiến dịch Krym, chỉ để lại Tập đoàn quân 28, Quân đoàn cơ giới cận vệ 2 và Quân đoàn kỵ binh cận vệ 4 tiếp tục tham gia chiến dịch Nikopol - Krivoy Rog.

### Quân đội Đức Quốc xã
Cánh Nam của Cụm Tập đoàn quân Nam do Thượng tướng Karl-Adolf Hollidt chỉ huy (Thống chế Erich von Manstein ủy quyền), biên chế gồm có:
- Tập đoàn quân 6 của thượng tướng Karl-Adolf Hollidt (kiêm nhiệm), trong biên chế có:
  - Quân đoàn bộ binh 30 gồm các sư đoàn bộ binh 15, 257, 302, 306, 384.
  - Quân đoàn bộ binh 52 gồm các sư đoàn bộ binh 123, 161, 294, 320 và Cụm tác chiến "Schwerin".
  - Quân đoàn bộ binh 44 gồm các sư đoàn bộ binh 46, 62, 125, 153, 282 và Sư đoàn cơ giới 16.
  - Quân đoàn bộ binh hỗn hợp 17 gồm các sư đoàn bộ binh 106, 355, 370 (Đức) và sư đoàn bộ binh 14 (Romania)
  - Quân đoàn xe tăng 57 gồm các sư đoàn xe tăng 9 và 23, Sư đoàn cơ giới 10, Lữ đoàn pháo tự hành 286.
- Một phần Không đoàn 4 của Thượng tướng Otto Dessloh.

Binh lực tổng cộng: 540.000 người, 480 xe tăng và pháo tự hành, 6.420 pháo và súng cối, 560 máy bay. Trong đó, có khoảng 1/4 số xe tăng và pháo bị hỏng, đang sửa chữa.
- Tập đoàn quân 3 Romania của tướng Dumitrescu, biên chế có:
  - Quân đoàn hỗn hợp 29 gồm Sư đoàn bộ binh 9 (Đức), Sư đoàn bộ binh 21 (Romania), 4 lữ đoàn khinh binh Romania
  - Quân đoàn bộ binh 2 Romania gồm Sư đoàn bộ binh 9 và Sư đoàn kỵ binh 1
  - Quân đoàn bộ binh 3 Romania gồm các sư đoàn bộ binh 1, 2 và Lữ đoàn bộ binh 110.
  - Sư đoàn xe tăng "Đại Romania" (trực thuộc tập đoàn quân)

Binh lực tổng cộng: 170.000 người, 115 xe tăng và pháo tự hành, 763 pháo và súng cối.
Mục tiêu hàng đầu của Tập đoàn quân 6 (Đức) là giữ vững khu bàn đạp Blagoveshensk - Verkhne Rogachik - Bolshoy Lepetikha; ngăn chặn từ xa các đòn tấn công vào Nikopol ở phía Nam. Trong điều kiện thuận lợi, bàn đạp này sẽ được sử dụng để phản kích, giải vây cho Tập đoàn quân 17 (Đức) đang bị cô lập tại bán đảo Krym. Ở phía Bắc, Tập đoàn quân 6 tập trung lực lượng xe tăng ngăn chặn các ngả đường vào Krivoy Rog từ phía Bắc, Tây Bắc và phía Đông. Tập đoàn quân Romania 3 đóng quân quanh khu vực phía Đông Nikolayev sẵn sàng vận động trợ chiến cho Tập đoàn quân 6 (Đức) và phòng ngự hướng Kherson - Berislav. Bộ Tư lệnh Tập đoàn quân 6 (Đức) hy vọng sẽ trụ lại được qua mùa đông 1943-1944 trên khu vực này.

## Diễn biến

### Hướng tấn công chính
Chiến dịch mở màn vào sáng ngày 30 tháng 1 năm 1944 bằng một đòn tấn công nghi binh của các tập đoàn quân 6 và 37 tại hai bên sườn của Phương diện quân Ukraina 3. Đạt được thành công lớn nhất là các sư đoàn bộ binh cận vệ 15, 28 và sư đoàn bộ binh 188 trên hướng Veselyie Telny (???). Tuyến phòng thủ của Quân đoàn bộ binh 30 (Đức) bị phá trên một chính diện rộng 8 km, sâu từ 2 đến 3 km. Tướng Karl-Adolf Hollidt tung các sư đoàn xe tăng 9 và 23 từ lực lượng dự bị cơ động ra bịt lại cửa mở. Tại khu vực tấn công của Trung đoàn bộ binh 120 (Sư đoàn bộ binh cận vệ 15) có đến 60 xe tăng Đức tham gia phản kích. Tướng M. N. Sharohin điều Lữ đoàn pháo tự hành 61 và Trung đoàn Katyusha 1008 ra chặn kích. Đến chiều tối, quân Đức buộc phải ngừng phản kích khi bị thiệt hại hơn 30 xe tăng. Tại cánh trái, Sư đoàn bộ binh cận vệ 60 và Sư đoàn bộ binh 224 (Quân đoàn bộ binh cận vệ 34) cũng chọc thủng phòng tuyến của Sư đoàn bộ binh 106 (Đức) tại Baynakshina (???) với độ sâu từ 3 đến 4 km. Chiều tối 30 tháng 1, Quân đoàn bộ binh 34 (Liên Xô) đánh chiếm thị trấn Tomakovka. Tuy nhiên, những diễn biến quyết định của chiến dịch lại nằm ở khu vực giữa mặt trận.
8 giờ sáng 31 tháng 1, hỏa lực của hơn 2.500 khẩu pháo và các dàn Katyusha với mật độ lên đến 140 nòng súng trên một km chính diện đã dội lên tuyến phòng thủ của Quân đoàn bộ binh 52 (Đức) tại khu vực giữa hai con sông Kamenka và Bazavluk. Sau 60 phút bắn phá, khi pháo binh Liên Xô chuyển làn hỏa lực sâu vào bên trong các khu vực Kamyanka, Sholokhovo, Mikhailovka, Tập đoàn quân cận vệ 8 có Lữ đoàn xe tăng 11 mở đường và Tập đoàn quân 46 có Quân đoàn cơ giới cận vệ 4 đi cùng đã triển khai đòn đột kích sâu dọc theo hai bờ sông. Đòn tấn công áp đảo về binh lực của 2 tập đoàn quân Liên Xô đã buộc các sư đoàn bộ binh 46, 123 và 161 (Đức) phải tháo lui, bỏ lại nhiều pháo và xe cộ. Ngày 1 tháng 2, Quân đoàn cơ giới cận vệ 4 (Liên Xô) vượt qua đội hình Tập đoàn quân cận vệ 8 tấn công vu hồi vào Shokolovo, đánh thiệt hại nặng Sư đoàn cơ giới 16 (Đức). Tướng Karl-Adolf Hollidt buộc phải điều Sư đoàn xe tăng 23 quay xuống phía Nam phối hợp với sư đoàn cơ giới 16 chặn đòn đột kích của Quân đoàn cơ giới cận vệ 4 và điều Sư đoàn xe tăng 9 quay về giữ Mikhailovka. Ngày 2 tháng 2, tròn một năm kỷ niệm chiến thắng Stalingrad, Tập đoàn quân không quân 17 (Liên Xô) đã huy động toàn bộ máy bay cường kích, xuất kích hơn 400 phi vụ, yểm hộ cho Quân đoàn cơ giới cận vệ 4 đẩy lui đòn phản kích của Sư đoàn xe tăng 23 (Đức).
23 giờ đêm 3 tháng 2, trinh sát của Quân đoàn cơ giới cận vệ 4 phát hiện Trung đoàn xe tăng 153, một trong hai trung đoàn còn lại của Sư đoàn cơ giới 16 (Đức) đang trụ lại tại điểm cao 81,5 gần Mikhailovka. Ngay trong đêm 3 tháng 2, Lữ đoàn xe tăng 215 và Trung đoàn pháo tự hành 242 (Quân đoàn cơ giới cận vệ 4) đã bao vây chặt điểm cao 81,5 và thị trấn Mikhailovka. Trận đánh công kiên vào điểm cao 81,5 kéo dài đến sáng. Các xe tăng Đức cố chọc thủng vòng vây chạy về Mikhailovka đều bị trung đoàn pháo chống tăng 991 (Tập đoàn quân cận vệ 8) bắn hỏng dọc bờ sông Kamenka từ Kamenka đi Mikhailovka. Ngày 4 tháng 2, tướng Karl-Adolf Hollidt điều Sư đoàn xe tăng 9 và sư đoàn bộ binh 123 lùi về giữ Apostolovo. Đây là ngã tư đường sắt quan trọng nhất trong vùng, đồng thời là cứ điểm then chốt nối Nikopol với Krivoy Rog. Tổng số quân Đức tại Apostolovo lên đến hơn 3.000 người được trang bị 80 pháo xe kéo, hơn 30 xe tăng và pháo tự hành. Tướng V. V. Glagolev điều Quân đoàn bộ binh cận vệ 4, các trung đoàn pháo tự hành 52 và 187 phối hợp với Quân đoàn bộ binh cận vệ 34 (Tập đoàn quân 6 của tướng I. T. Shlemin) từ hai hướng Đông và Tây cùng công kích Apostolovo. Đêm 4 rạng ngày 5 tháng 2, Sư đoàn bộ binh cận vệ 105 (Quân đoàn bộ binh cận vệ 4) đột nhập nhà ga Apostolovo và từ bên trong đánh tỏa ra, kết hợp với các đòn công kích từ ngoài vào. Sáng ngày 5 tháng 2, Quân đội Liên Xô hoàn toàn làm chủ Apostolovo. Đòn thọc sâu quyết định của Tập đoàn quân 6 và Tập đoàn quân 46 (Liên Xô) tại Apostolovo đã ngăn cản khả năng cơ động lực lượng dự bị của Tập đoàn quân 6 (Đức), chia cắt Nikopol và Krivoy Rog. Tận dụng sự rối loạn của quân Đức, Tập đoàn quân cận vệ 8 và chủ lực Quân đoàn cơ giới cận vệ 4 lần lượt đánh chiếm Kamenka, Sholokhovo, Perevizskye (Pokrovs'ke) và Chertomlyk, uy hiếp 5 sư đoàn của Quân đoàn bộ binh 17 và Quân đoàn bộ binh 52 (Đức) đang phòng thủ tại Krivoy Rog.
Sau 6 ngày tấn công, Phương diện quân Ukraina 3 đã chọc sâu vào hậu tuyến của Tập đoàn quân 6 (Đức) từ 45 đến 60 km, đánh chiếm trọng điểm Apostolovo, chia cắt hai cụm quân lớn của Tập đoàn quân 6 (Đức) tại Krivoy Rog ở phía Tây và Nikopol ở phía Đông.

### Giải phóng Nikopol
4 giờ sáng ngày 31 tháng 1, Sư đoàn bộ binh 50 (Tập đoàn quân xung kích 5) tiến hành trinh sát chiến đấu và đã chọc sâu đến 1,5 km vào vòng phòng thủ bên ngoài của Cụm tác chiến Schörner (Đức) tại phía trước Verkhnye Rogachik. 12 giờ cùng ngày, Tập đoàn quân cận vệ 3 và Tập đoàn quân 28 cũng đột phá được tuyến phòng thủ của Quân đoàn bộ binh 44 (Đức) tại khu vực Blagoveshensk và khu vực Rubanovka, hai bên sườn Tập đoàn quân xung kích 5. Đến 15 giờ chiều, Cụm tác chiến Schörner (Đức) bị đánh lùi từ 11 đến 15 km và bị ép về bờ sông Dniepr. Ngày 1 tháng 2, Quân đoàn cơ giới cận vệ 2 được đưa vào của đột phá. Ngày 3 tháng 2, Quân đoàn cơ giới cận vệ 2 đã đột phá đến bờ sông Dniepr, chia cắt Cụm tác chiến Schörner (Đức) làm đôi.
Ngày 4 tháng 2, quân Đức bắt đầu rút chạy qua sông Dniepr trên các cầu phao tại Bolshaya Lepetikha và Nikopol. Tập đoàn quân không quân 8 (Liên Xô) được lệnh ném bom, bắn phá các bến vượt ở Nikopol. Tập đoàn quân 28 sử dụng tất cả pháo binh hiện có bắn phá các bến vượt tại Bolshaya Lepetikha. Cụm tác chiến Schörner (Đức) cố gắng chặn các đòn tấn công của Tập đoàn quân xung kích 5 trên khu vực Verkhnye Rogachik để có thêm thời gian cho Quân đoàn 44 rút lui. Không quân Đức lập tức phản kích. Ngày 6 tháng 2, Tập đoàn quân không quân 4 (Đức) tung ra 40 chiếc Me-109 chống lại 20 chiếc IL-2 của không quân Liên Xô đang ném bom, bắn phá bến vượt tại phía Nam Nikopol. 16 chiếc Yak-9 của Sư đoàn không quân 288 (Tập đoàn quân không quân 17) đã kéo tới yểm hộ, đánh lui cuộc chặn kích của máy bay tiêm kích Đức, bắn rơi 8 chiếc và bị mất 5 chiếc. 20 chiếc IL-2 đã hoàn thành nhiệm vụ, phá hủy hoàn toàn cây cầu gỗ tại Ushkalka. Tại bến vượt Lepetikha, 74 máy bay IL-2 và Yak-1 của Sư đoàn không quân cận vệ 1 và sư đoàn tiêm kích 26 (Tập đoàn quân không quân 8) đã phá hủy hơn 80 mét cầu phao qua sông của Quân đoàn bộ binh 44 (Đức). Các xe tăng, xe cơ giới, pháo xe kéo và xe vận tải của quân Đức ùn lại trên bờ trái sông Dniepr đã làm mồi cho các trận ném bom tiếp theo của không quân Liên Xô.
Ngày 6 tháng 2, tướng Ferdinand Schörner tung ra đòn phản kích bằng lực lượng còn lại của cụm quân Đức (nguyên là Quân đoàn cơ giới 40) gồm hơn 50 xe tăng vào cánh trái của Tập đoàn quân cận vệ 3, đẩy Quân đoàn bộ binh cận vệ 21 (Liên Xô) ra xa các bến vượt ở phía Nam Nikopol. Ngày 7 tháng 2, Quân đoàn bộ binh 120 đã đột kích đến khu vực Krasno Znameny (???), phía Đông Nikopol, Quân đoàn bộ binh cận vệ 21 vòng xuống phía Nam, đánh chiếm làng Karay Dubina (???) trên bờ sông Dniepr, cách Nikopol 2,5 km về phía Tây Nam. Nhóm quân Đức khoảng 3.000 người còn rớt lại bên bờ trái sông Dniepr bị tiêu diệt hoặc bị bắt làm tù binh. Tập đoàn quân cận vệ 3 thu giữ hơn 150 khẩu pháo và hàng chục xe tăng. Đường vào Nikopol đã được khai thông.
Trên hướng Đông, sau khi đánh chiếm Marganets ngày 5 tháng 2, Quân đoàn bộ binh 66 (Tập đoàn quân 6) phối hợp với Quân đoàn bộ binh cận vệ 29 triển khai vây bọc Nikopol từ phía Bắc và phía Đông. Ngày 6 tháng 2, quân Đức tại Nikopol bắt đầu tháo chạy theo hai hướng. Tàn quân của Cụm tác chiến Schörner rút quân dọc theo bờ phải sông Dniepr về Novokamenka. Số quân còn lại của Quân đoàn 44 rút lên hướng Tây Bắc đã rơi đúng vào tuyến tấn công của Tập đoàn quân cận vệ 8 và Quân đoàn cơ giới cận vệ 4 (Liên Xô). Các sư đoàn 125 và 153 (Đức) bị tiêu diệt. Số quân chạy thoát về Sholokhovo nhập vào Quân đoàn xe tăng 57 đang trên đường rút lui về Arkhangenskoye.
Ngày 8 tháng 2, Tập đoàn quân cận vệ 3 vượt sông đánh chiếm Nikopol, Tập đoàn quân 28 và Tập đoàn quân xung kích 5 đánh chiếm Lepetikha, bắt đầu truy kích quân Đức đang rút chạy trên bờ phải sông Dniepr.

### Giải phóng Krivoy Rog
Ngày 6 tháng 2, Thống chế Erich von Manstein đã điều Sư đoàn xe tăng 24 của Quân đoàn xe tăng 57 đi tăng cường cho cánh quân giải vây cho Cụm quân Đức tại Korsun-Shevchenkovsky nhưng phải thay đổi ý định trước nguy cơ thất bại của Tập đoàn quân 6 (Đức) tại khu vực Nikopol - Krivoy Rog. Sau khi được bổ sung Trung đoàn xe tăng 560 gồm toàn xe tăng Tiger I tại Dolinskaya (Dolynska), ngày 11 tháng 2, sư đoàn này quay trở lại Shirokoye phối hợp với Sư đoàn xe tăng 9, các sư đoàn bộ binh 15 và 257 (Đức) tổ chức phản kích vào bên sườn Tập đoàn quân cận vệ 8 đang từ khu vực Apostolovo triển khai vây bọc Krivoy Rog từ phía Nam. Sư đoàn xe tăng 23 và trung đoàn pháo tự hành 286 cũng phản kích vào Sholokhovo đón tàn quân của Quân đoàn 44 (Đức) từ Nikopol chạy ra. Ngày 12 tháng 2, xe tăng Đức đã tiếp cận Sholokovo nhưng không thể vượt qua tuyến phòng thủ của Quân đoàn bộ binh 31 thuộc Tập đoàn quân 46 (Liên Xô). Ngày 16 tháng 2, Sư đoàn xe tăng 24 Đức đang tấn công trên hướng Apostolovo đã bị Quân đoàn cơ giới cận vệ 4 (Liên Xô) đột kích vào sườn phải. Quân đoàn bộ binh 29 có Trung đoàn pháo tự hành cận vệ 10 yểm hộ cũng đẩy lùi các đợt công kích của xe tăng Đức tại khu vực Bolshaya Kostromka (Velyka Kostromka), Novo Semenovka và Vekhner Mikhailovka (???). Ngày 18 tháng 2, quân Đức phải ngừng phản kích.
Ngày 17 tháng 2, được Tập đoàn quân cận vệ 8 yểm hộ từ phía sau, các tập đoàn quân 37 và 46 (Liên Xô) bắt đầu công kích Krivoy Rog từ hai hướng Đông Bắc và Đông Nam. Tập đoàn quân 37 đã mở rộng chính diện tấn công và trong ngày 17 tháng 2 đã tiến sâu 10 km dọc bờ trái sông Ingulets lần lượt đánh chiếm các cứ điểm Novo -Pokrovka, Pichugine, Taburische (???) và đến cuối ngày để tiến đến Alexandrovka, Zlatopol, Novoselovka (???). Tập đoàn quân 46 cũng từ Apostolovo đột kích lên phía Bắc. Ngày 20 tháng 2, tướng von Schwerin, chỉ huy Cụm tác chiến "Schwerin" huy động Sư đoàn cơ giới 16 (Đức), các sư đoàn bộ binh 161, 294 và sư đoàn bộ binh 14 (Romania) tổ chức phản đột kích vào Quân đoàn bộ binh 57 đang áp sát thành phố từ phía Đông. Tuy nhiên, tướng M. N. Sharohin đã tập trung chủ lực Tập đoàn quân 37 gồm Quân đoàn bộ binh cận vệ 27 và Quân đoàn bộ binh 82 ở phía Bắc thành phố. Rạng sáng 22 tháng 2, Quân đoàn bộ binh 82 bất ngờ đột kích dọc theo sông Ingulets và Krivoy Rog. Tướng Schwerin vội vã dừng cuộc phản kích và điều các đơn vị xe tăng, cơ giới còn lại mở đường máu thoát về đầu cầu Shirokoye. Tập đoàn quân 46 tiến công chậm hơn đã không ngăn chặn được cuộc tháo chạy này. 16 giờ chiều 22 tháng 2, Quân đội Liên Xô hoàn toàn làm chủ Krivoy Rog.
Lợi dụng 3 sư đoàn xe tăng và cơ giới Đức đang tạo thành một chỗ lõm sâu đến 30 km từ Arkhangenskoye qua phía Nam Apostolovo đến Sholokhovo, ngày 24 tháng 2, Tập đoàn quân cận vệ được giao nhiệm vụ mở một đòn đột kích mới từ Apostolovo đến Arkhangenskoye nhằm đánh chiếm một khu vực đầu cầu trên sông Ingulets và cô lập cánh quân xe tăng Đức đang dừng lại sau cuộc phản kích. Ngày 25 tháng 2, Quân đoàn bộ binh cận vệ 28 và Quân đoàn cơ giới cận vệ 4 bắt đầu một trận kịch chiến với các sư đoàn xe tăng Đức đang rút qua sông tại đầu cầu Shirokoye. Ngày 26 tháng 2, Quân đoàn kỵ binh Cossak cận vệ 4 được đưa vào trận để thiết lập một đầu cầu tấn công mới trên khu vực. Cuộc chiến tranh chấp khu vực Shirokoye kéo dài đến ngày 29 tháng 2. Quân đội Liên Xô chiếm được khu vực đầu cầu Shirokoye làm bàn đạp để tổ chức Chiến dịch tấn công Bereznegovatoye–Snigirevka chỉ một tuần sau đó.

## Kết quả, đánh giá và ảnh hưởng

### Kết quả
Ngày 29 tháng 2, Chiến dịch Nikopol-Krivoy Rog kết thúc. Quân đội Liên Xô xóa bỏ chỗ lồi xung quanh Krivoi Rog, Nikopol, đánh chiếm hai trung tâm công nghiệp quan trọng ở hạ lưu Dniepr và thu hẹp đáng kể chính diện mặt trận. 12 sư đoàn Đức và 1 sư đoàn Romania bị đánh tan. Trong đó, có 3 sư đoàn bị tiêu diệt, 8 sư đoàn bộ binh và 1 sư đoàn xe tăng bị mất hơn 50% quân số. Các sư đoàn khác của Tập đoàn quân 6 (Đức) cũng chịu thiệt hại. Không quân Liên Xô xuất kích 10.700 phi vụ. Không quân Đức cũng tung ra hơn 7.000 phi vụ. Trong hơn 100 trận đánh có không quân tham gia, 140 máy bay Đức bị bắn rơi. 39 chiếc khác bị đánh hỏng trên mặt đất. Không quân vận tải Liên Xô đã thực hiện 2.136 chuyến bay, tiếp tế 320 tấn hàng hóa cho các mặt trận và vận chuyển 1.260 thương binh. Quân đội Đức Quốc xã bị mất hơn 40.000 người chết và bị thương, 4.600 người bị bắt làm tù binh. Gần như toàn bộ vũ khí nặng và xe cơ giới của quân Đức đều bị bỏ lại trong trận đánh này.

### Đánh giá
Thượng tướng, tư lệnh lực lượng bộ binh Đức quốc xã Kurt von Tippelskirch đã nhận xét về thất bại của quân Đức tại Nikopol-Krivoi Rog như sau:
| “                        | Đây là một thất bại nặng nề, không hề thua kém về quy mô so với thảm họa của Tập đoàn quân 8, xảy ra vào đầu tháng Hai và trên sườn phía nam của Tập đoàn quân xe tăng 1. Các lực lượng Đức đang cố giữ lại một chỗ lồi gần Nikopol đã phải nếm trải đòn đột kích của quân đội Nga từ phía Bắc và phía Nam. Mỏ mangan ở gần thị trấn Marganets phía đông của Nikopol và các nhà máy công nghiệp quan trọng cần được giữ lại nhưng những vị trí phòng thủ lại quá bất lợi về chiến thuật. Khu vực Nikopol, sau những cuộc tấn công từ phía nam vào các đầu cầu bên tả ngạn Dniepr đã bị mất ngày 08 tháng 2. Đồng thời, người Nga đã đột phá vào Apostolovo và uy hiếp các sư đoàn Đức đang mắc kẹt tại Nikopol từ phía sau. Cuối cùng, với những tổn thất thiệt hại rất nặng nề, họ phải rút lui về phía nam và để mất luôn cả Krivoy Rog. | ” |
| — Kurt von Tippelskirch, | |   |

### Ảnh hưởng
Chiến dịch tấn công Nikopol–Krivoi Rog khép lại giai đoạn thứ nhất của các hoạt động quân sự đầu năm 1944 của Quân đội Liên Xô và Quân đội Đức Quốc xã tại hữu ngạn sông Dniepr. Sau hơn hai tháng giao chiến, Quân đội Liên Xô với binh lực trội hơn đã tạo được thế trận có lợi cho họ với những căn cứ bàn đạp quan trọng, tạo thế chia cắt Cụm Tập đoàn quân Nam (Đức) và gây ra nhiều thiệt hại lớn cho đối phương. Thiệt hại của quân Đức không chỉ ở quân số, vũ khí và trang bị. Việc để mất chỗ lồi Nikopol-Krivoi Rog đã thủ tiêu luôn hy vọng của Hitler nhằm mở lại hành lang liên lạc với số quân Đức và Romania bị giam hãm ở bán đảo Krym. Tập đoàn quân 17 (Đức) vĩnh viễn bị cắt rời trên bộ khỏi chủ lực Cụm tập đoàn quân Nam và chỉ có thể nhận tiếp tế bằng đường biển và đường không trong khi đang bị Phương diện quân Ukraina 4 và Tập đoàn quân độc lập Duyên Hải (Liên Xô) vây ép từ hai phía. Với kết quả chiến dịch này, Quân đội Liên Xô đã thu hồi vùng công nghiệp Nikopol-Krivoi Rog có ý nghĩa rất quan trọng đối với nền kinh tế của họ, đồng thời, tước đi của quân Đức nguồn quặng mangan rất quý giá đối với ngành công nghiệp luyện thép.
Thất bại trong việc phòng thủ tại khu vực Nikopol–Krivoi Rog đã đặt cụm quân Đức - Romania đóng tại Nikolayev và Kherson trước nguy cơ bị tấn công trực tiếp. Khác với sông Mius chảy ra biển Azov ở hạ nguồn rộng và sâu, sông Ingulets chỉ là một chi lưu nhỏ của sông Dniepr, nông và hẹp, không thể trở thành một chướng ngại tự nhiên đáng kể. Để phòng thủ Nikolayev từ xa, Quân đội Đức Quốc xã đã huy động chủ lực Tập đoàn quân 3 Romania bố trí dọc theo con sông này để trám vào những lỗ hổng do những thiệt hại của Tập đoàn quân 6 để lại. Trong Chiến dịch tấn công Bereznegovatoye–Snigirevka diễn ra một tuần sau đó, Tập đoàn quân 6 (tái lập) của Quân đội Đức Quốc xã lại tác chiến trên cùng một mặt trận với Tập đoàn quân 3 Romania (cũng tái lập) với những hoàn cảnh không khác mấy so với Chiến dịch Sao Thiên Vương cuối năm 1942.